# Sistemas de transporte en la Península de Yucatán
Los sistemas de transporte de la Península de Yucatán están estrechamente relacionados debido a que en esta región se conectan diversos medios masivos para transportar pasajeros y carga. Los modos aéreos, terrestres y marino-fluviales son por medio de aeropuertos, ferrocarriles, embarcaciones, autobuses, taxis, bicicletas compartidas, entre otros. Algunas de las redes de transporte poseen su propia identidad gráfica.
Los estados mexicanos de Campeche, Yucatán y Quintana Roo poseen desde grandes urbes hasta pequeños poblados interconectados entre sí. Las urbes más importantes de estas entidades son: Zona Metropolitana de Campeche, Zona Metropolitana de Mérida, Zona Metropolitana de Cancún y Ciudad Chetumal. La península también incluye a Belice y El Petén (un Departamento de Guatemala), aunque en estas zonas actualmente no existen sistemas de transporte masivo interconectado, si existen propuestas para desarrollarlos. De estos dos territorios, las áreas más pobladas e importantes son: Ciudad de Belice, Distrito de Cayo y Conurbación de Flores-Santa Elena-San Benito.

## Transportes interterritoriales

### CETRAM
Los Centros de Transferencia Modal (CETRAM) son complejas instalaciones o paraderos de transporte público en el cual convergen diferentes modos de transporte de la península de Yucatán. Su objetivo es facilitar la movilidad de pasajeros entre las redes de transporte que allí convergen para una mayor conexión y transbordos accesibles entre rutas y modos de transporte.

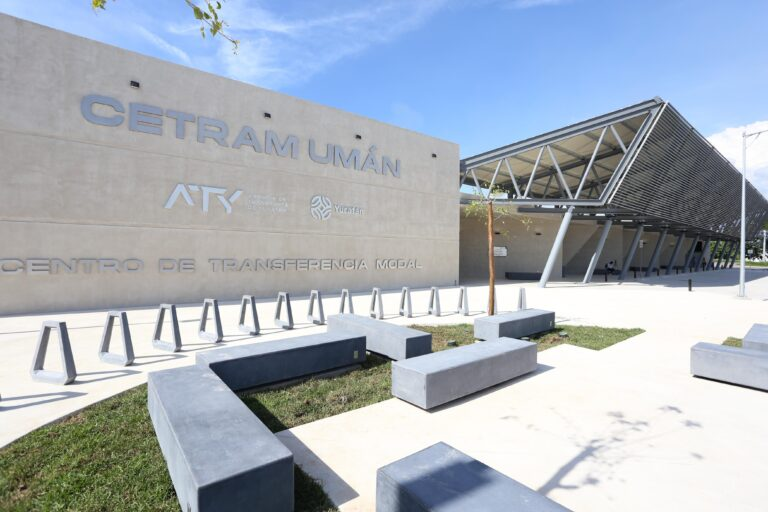
Centro en Umán, Yucatán.

### Aeropuertos y helipuertos
Los aeropuertos internacionales que hay en estos territorios son:
1. Aeropuerto Internacional de Ciudad del Carmen en Carmen, Campeche.
2. Aeropuerto Internacional Ing. Alberto Acuña Ongay en San Francisco de Campeche, Campeche.
3. Aeropuerto Internacional de Mérida en Mérida, Yucatán.
4. Aeropuerto Internacional de Chichén Itzá en Kaua, Yucatán.
5. Proyecto Aeropuerto Internacional en Isla Mujeres, u otra zona del Norte de Quintana Roo.
6. Aeropuerto Internacional de Cancún en Cancún de Benito Juárez, Quintana Roo.
7. Aeropuerto Internacional de Cozumel en Cozumel, Quintana Roo.
8. Aeropuerto Internacional de Tulum en Felipe Carrillo Puerto, Quintana Roo.
9. Aeropuerto Internacional de Chetumal en Othón P. Blanco, Quintana Roo.
10. Aeropuerto Internacional Philip S. W. Goldson en Ladyville, Belice.
11. Aeropuerto Internacional Mundo Maya en Santa Elena de la Cruz, Petén, Guatemala.
También se ubican aeropuertos locales, aeródromos y helipuertos en la zona.

### Tren Maya
El Tren Maya es una línea de ferrocarril que atraviesa y conecta 5 estados del sureste de México, en la ruta circuito Escárcega-Cancún-Chetumal-Escárcega y parte del tramo 1 se tienen estaciones en Campeche, Yucatán y Quintana Roo. Existen planes de ampliación, como parte de un ramal hacia Belice y El Petén en Guatemala.

Estaciones de toda la red.

Dichas rutas fueron completamente inauguradas en el plazo de un año, entre diciembre de 2023 y diciembre de 2024.

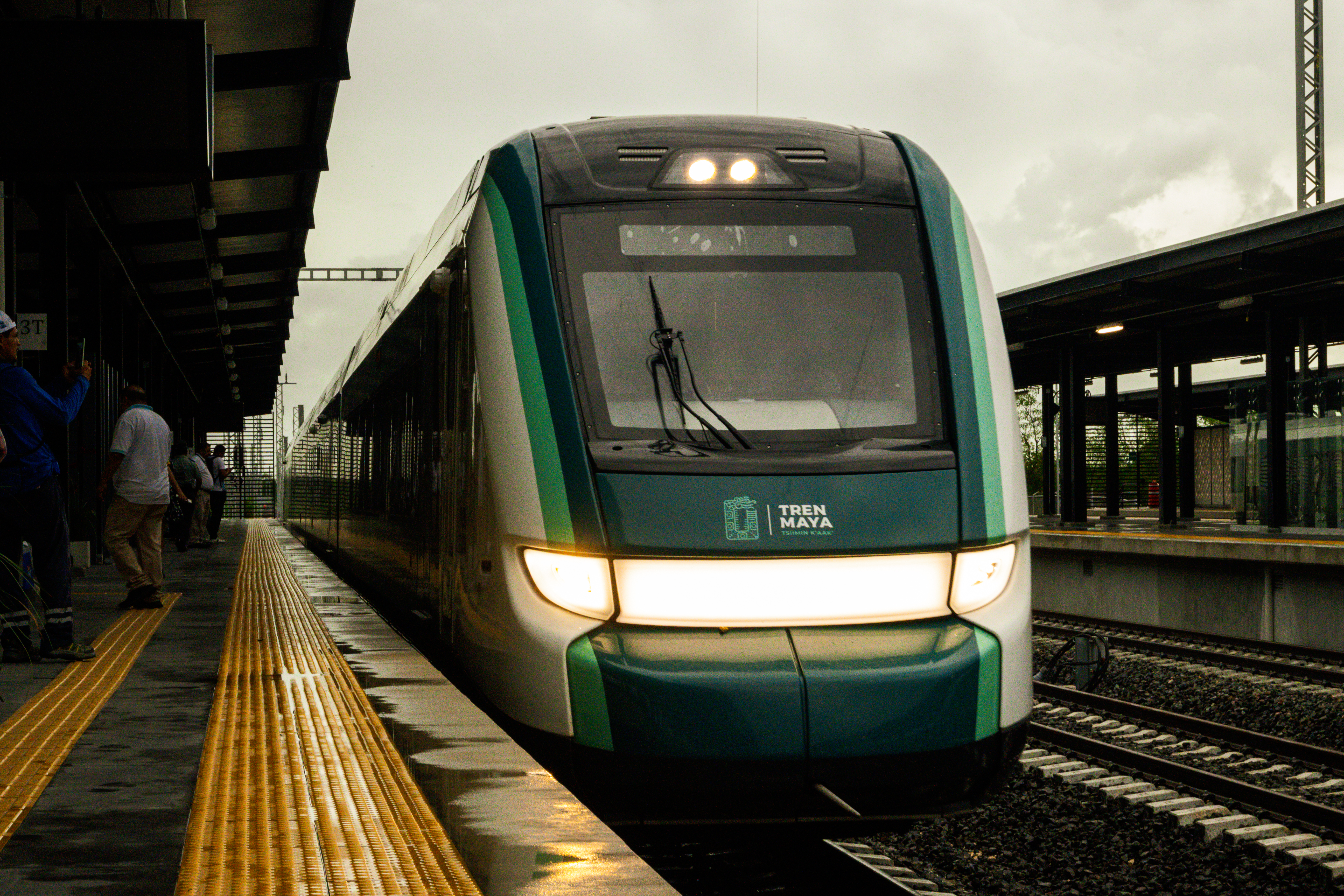
Modelo Xiinbal.

### Embarcaciones
La gran mayoría de los servicios de transporte en embarcación suelen ser de empresas privadas.

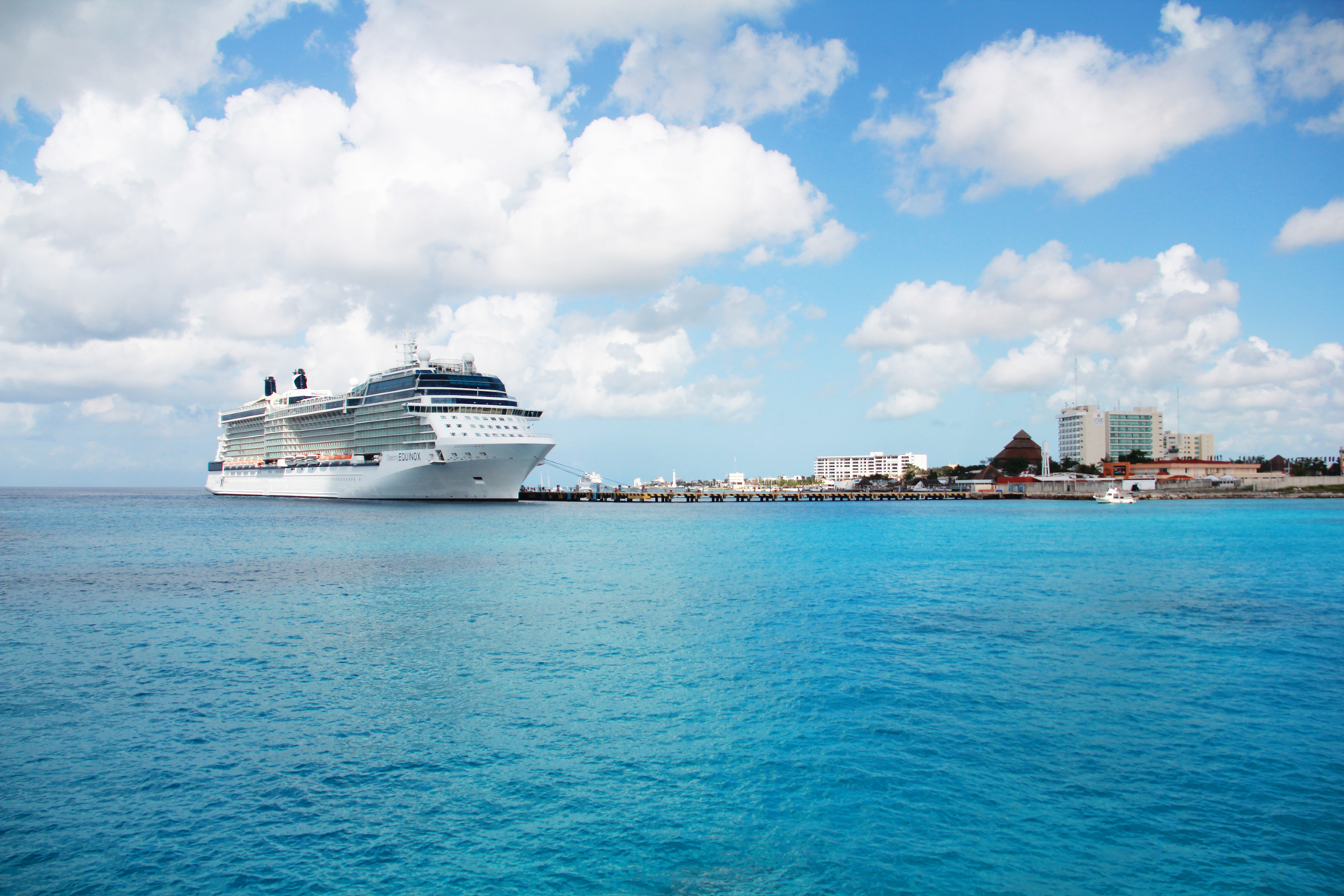
Cruceros de Cozumel.

### Transportes Colectivos
Autobuses interurbanos
Se trata de autobuses concesionados y privados que recorren largas distancias conectando comunidades en toda la península, pueden abordarse en centrales de autobuses o en paraderos. Los tamaños pueden variar, aunque suelen ser autobuses grandes denominados autocars.
En Campeche, Yucatán y Quintana Roo están operados en su mayoría por Mobility ADO.
Autobuses urbanos

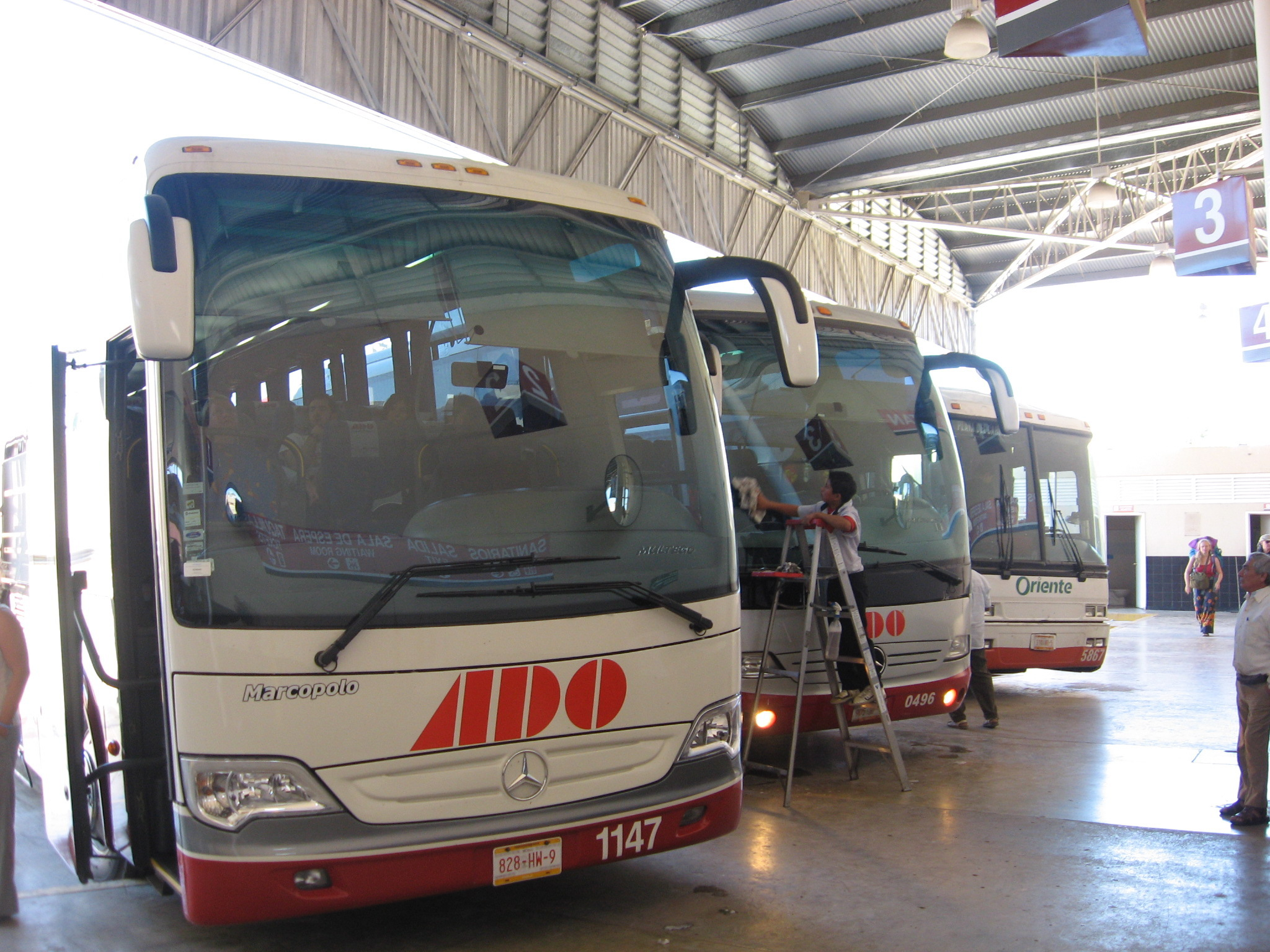
Central de autobuses en la península.

Los autobuses urbanos son transportes colectivos públicos concesionados con rutas locales, o incluso entre comunidades lejanas.
Furgonetas

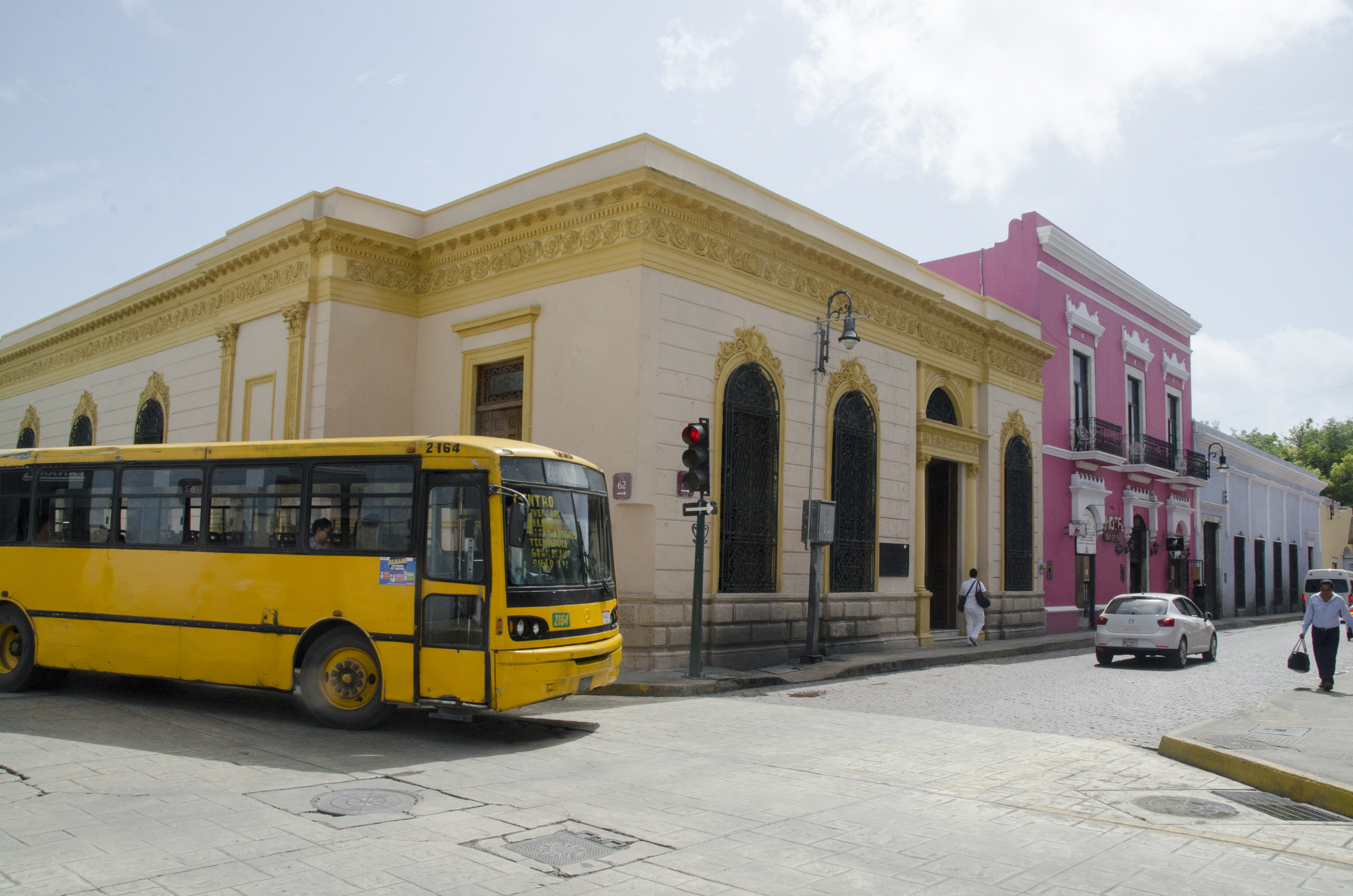
Bus en el centro de Mérida.

Los vehículos tipo van o vagonetas, también conocidos en México como "combis", son unidades con un enfoque colectivo de baja capacidad de pasajeros, por lo general sus trayectos son locales o entre comunidades cercanas. Su regularización puede variar mucho.

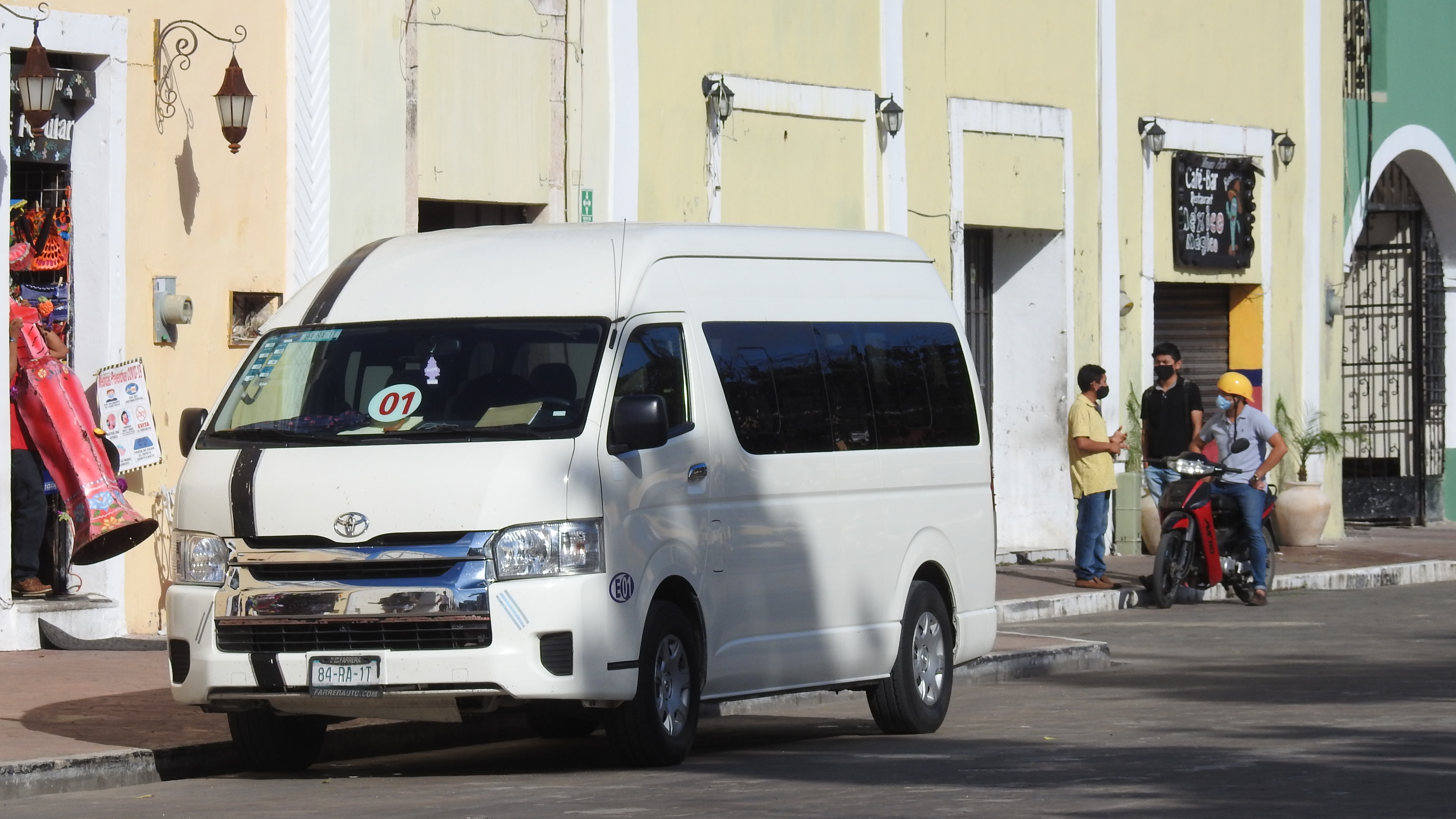
Combi en Valladolid, Yucatán.

### Taxis
Por cuestiones sociales, culturales e históricas se puede encontrar taxis en la Península en diferentes modalidades que son: Combis taxi, Carro de golf, Autos taxis, mototaxis, tricitaxis y bicitaxis.

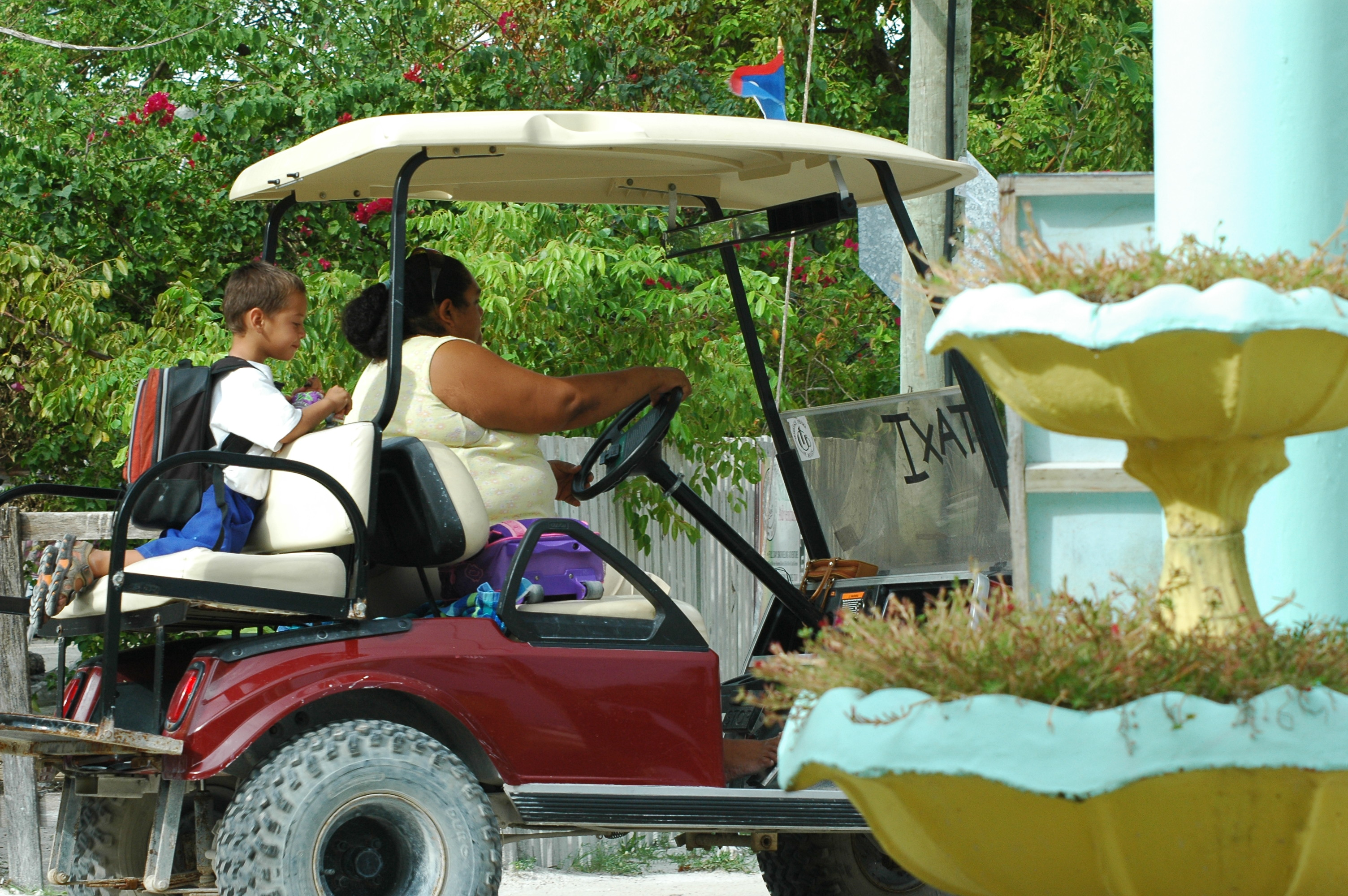
Taxi carrito de golf en Belice.

## Transportes en Campeche

### Transporte ligero de Campeche
El transporte ligero de Campeche un proyecto en construcción de un sistema de transporte urbano de pasajeros, que busca conectar San Francisco de Campeche. Originalmente se planteaba que fuera un Tren Ligero, pero se terminó cambiando por tiempos y costos a ser un ART/DRT.

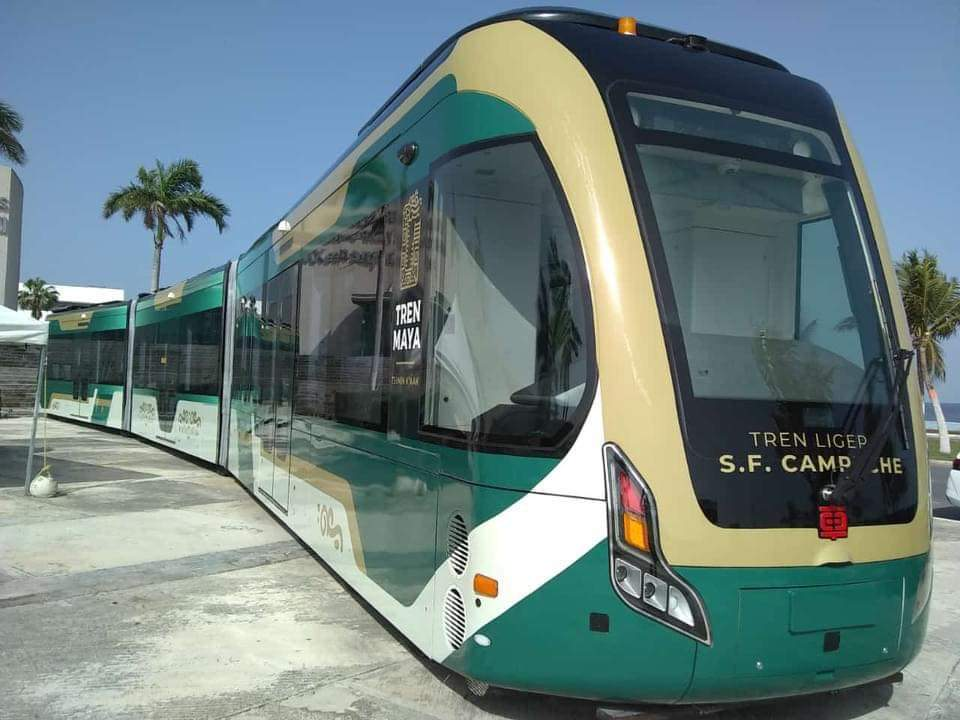
Unidad en Campeche.

### Ko'ox
Es un sistema que consta de una ruta troncal de autobús de servicio rápido y otras 24 rutas de autobuses alimentadores urbanos, comenzó a dar servicio desde 2025 en la ciudad de San Francisco Campeche.

### Va y Ven

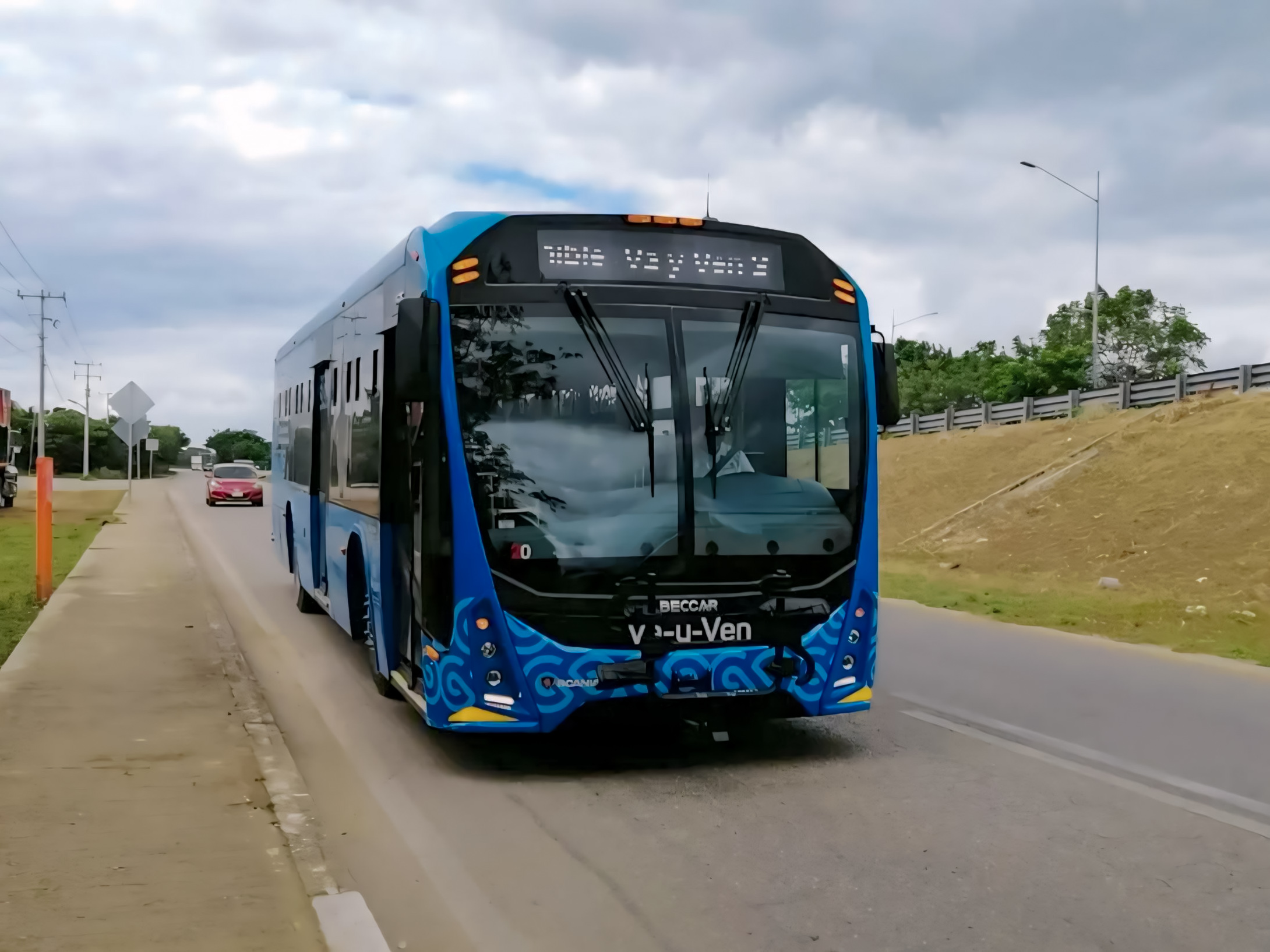
Circulando sobre la Ruta Periférico en Mérida.

## Transportes en Yucatán

### IE-Tram

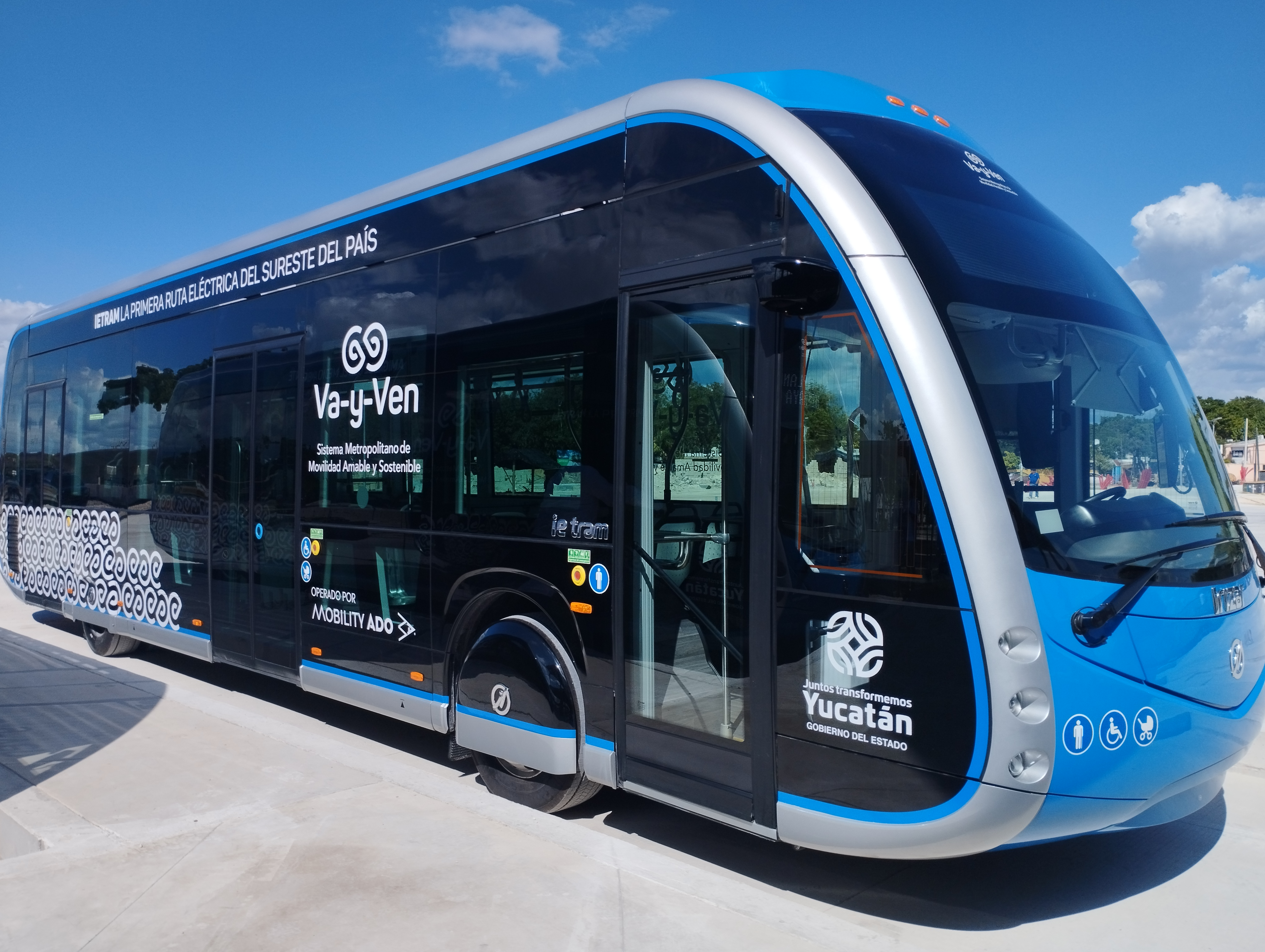
Unidad en Mérida.

El IE-TRAM es un sistema de transporte eléctrico de Autobús de Tránsito Rápido que inició operaciones el 15 de diciembre de 2023 en la Zona Metropolitana de Mérida, ubicada en el estado de Yucatán, México, siendo la primera línea de transporte público totalmente eléctrico del sureste mexicano.
Este transporte semimasivo es parte "Sistema de Transporte Metropolitano Amable y Sostenible" Va y Ven de la ciudad de Mérida, en su vertiente de BRT eléctrico, siendo la cuarta ciudad en México en tener transporte urbano de tipo eléctrico y la primera ciudad en México en contar con un sistema BRT totalmente eléctrico que funcione en su totalidad con autobuses eléctricos. 
Para su operación y distintivo del sistema, se utiliza únicamente de buses modelo Ie-Tram de la marca española Irizar, mismo donde el gobierno de Yucatán tomaría el nombre para denominar a este sistema de transporte.

### Circuitos
El Circuito Enlace un sistema compuesto principalmente por furgonetas también denominadas "combis" que conectan con varios puntos de la ciudad de Mérida. La gratuidad característica del servicio está dirigido a adultos mayores, personas con discapacidad o movilidad reducida, mujeres embarazadas y adultos con infantes.
Hasta 2024 también se ofrecía un servicio de minibuses denominado Circuito Aventuras que permitía la movilidad turística entre parques urbanos.

### En Bici
Es un sistema de bicicletas compartidas públicas que opera en la capital del estado y cuyo objetivo es promover el transporte ecológico y alternativo.

## Transportes en Quintana Roo

### Conexión Intermodal
La Conexión Intermodal es un conjunto de 3 conexiones de autobuses urbanos eléctricos que conectan las estaciones de tren de Cancún Aeropuerto, Puerto Morelos y Playa del Carmen con distintos atractivos turísticos de la región. Destaca la conexión de Cancún, la cual conecta con las 4 terminales del Aeropuerto Internacional de Cancún.

## Transportes en Belice y Petén
Exceptuando los aeropuertos y los planes de ferrocarril, en estos territorios no se encuentra transporte masivo local interno.